# Meczet w Niemieży
Społeczność tatarska w Niemieży istnieje od 1397, kiedy książę Witold osiedlił w okolicach swego zamku jeńców znad Donu. Pierwszy meczet zbudowano w 1684.
Obecny meczet zbudowano w 1909 na miejscu poprzednich. Po II wojnie światowej przestał być używany w celach religijnych. Po pożarze w 1963 władze umieściły w nim magazyn zboża, a później muzeum krajoznawcze. Funkcje religijne przywrócono w 1978. Meczet remontowano w 1993 oraz w 2009.
Drewniany budynek na planie prostokąta posadowiony na kamiennej podmurówce. Z przodu niewielki przedsionek, z tyłu zaś mała przybudówka. Dach czterospadowy z ośmiobocznym bębnem zwieńczonym cebulastą kopułką z półksiężycem.
Wokół meczetu znajduje się cmentarz na którym jest kilkaset nagrobków.